# Barcarena (Pará)
Barcarena este un oraș în Pará (PA), Brazilia.